# Boreč (Berg)
Der Boreč (deutsch Boretzer Berg, früher auch Kahler Berg, Kahleberg) ist ein Berg im linkselbischen Böhmischen Mittelgebirge in Tschechien.
Einzigartig sind im Winter die bis zu 18 °C warmen Luftexhalationen am Gipfelbereich, die durch einen besonderen geologischen Bau begründet sind. Im Jahre 1951 wurde der Berg auf 11,23 ha als Nationales Naturdenkmal unter Schutz gestellt.

## Besonderheiten

Schema des Berginnern

Der gesamte Berg ist von Klüften im vulkanitischen Gestein durchzogen. Sie ermöglichen eine Kaminwirkung, die im Sommer kühle Luft an der Bergflanke austreten lässt, im Winter jedoch schneefreie Flecken um die Luftaustrittsöffnungen am Gipfel begründet. Bei nur mäßig kaltem Winterwetter mit Schneelage kommt es zuweilen vor, dass dann der gesamte Gipfelbereich durch die Wärme im Berginnern schneefrei bleibt. Die ausströmende Luft erreicht dabei durchschnittlich +10 °C, als Spitzenwert wurden bis zu 18 °C gemessen.

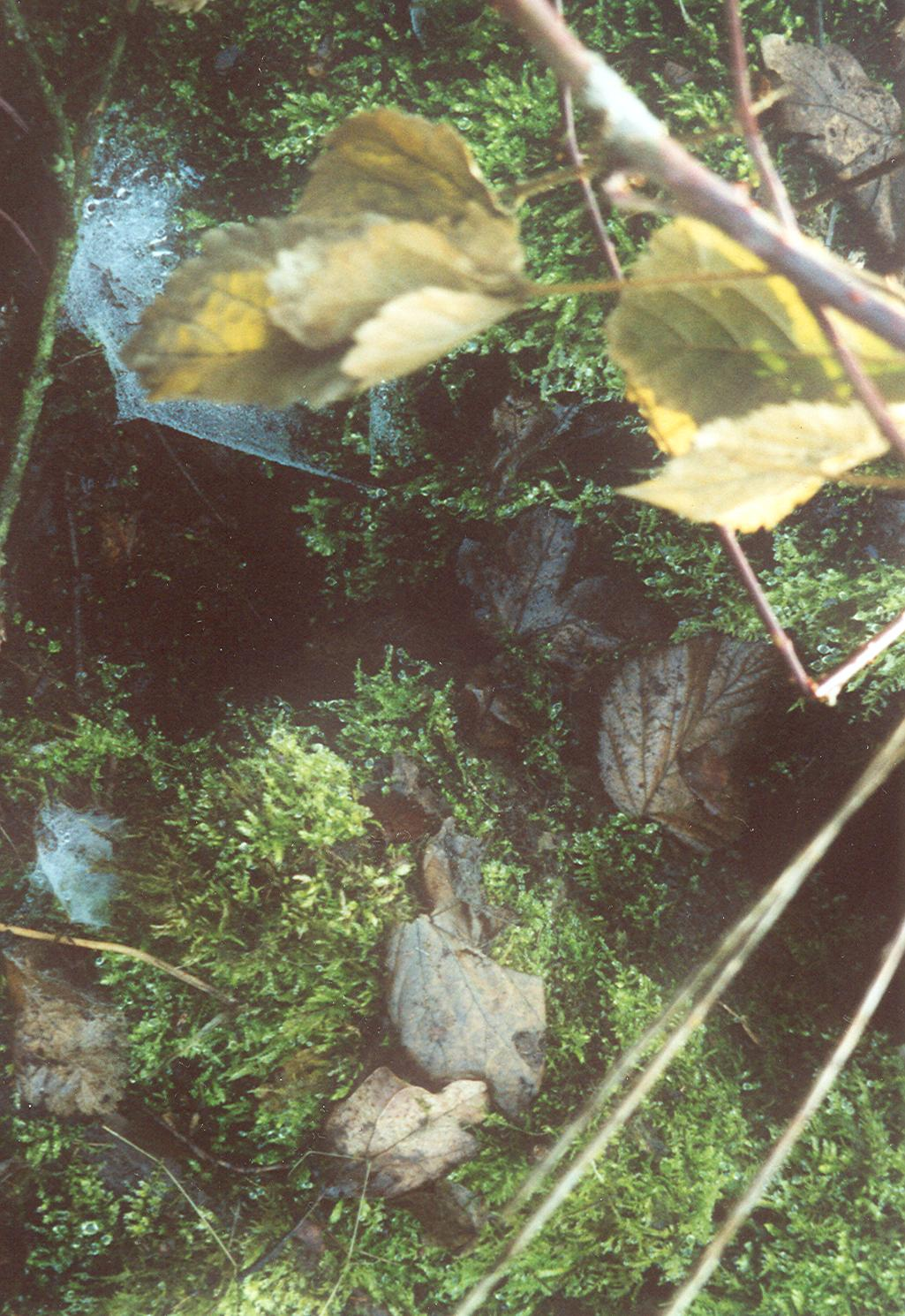
Warmluftquelle auf dem Boreč bei −20 °C und viel Schnee

An den frostfreien Bereichen hält sich auch im Winter eine Flora und Fauna mit Insekten und verschiedenen Moosen. Bemerkenswert ist das Vorkommen eines sonst nur im Mittelmeerraum verbreiteten Mooses.
In verminderter Intensität kann das Phänomen auch am Milešovka (Milleschauer) und dem Klíč (Kleis) im Lausitzer Gebirge beobachtet werden. Am Plešivec (Eisberg) kann dagegen nur der jahreszeitlich umgekehrte Effekt beobachtet werden – in den Blockhalden am Bergfuß strömt im Sommer kalte Luft aus.

## Wege zum Gipfel
Der Gipfel ist von den Dörfern Boreč und Režný Újezd über einen Naturlehrpfad zu erreichen. Die Gipfelregion ist bewaldet und ermöglicht kaum Ausblicke. An den Hängen gibt es stellenweise kleine Aussichtspunkte.